# Nimaathapi
Nimaathapi (auch Ni-maat-Hapi oder Nimaat-Hap) war eine altägyptische Königin gegen Ende der 2. Dynastie. Sie war die Gemahlin von König (Pharao) Chasechemui und die Mutter von König Djoser. Ihre Titel bekräftigen möglicherweise die Annahme, dass Djoser der direkte Nachfolger von Chasechemui war.

## Name und Identität

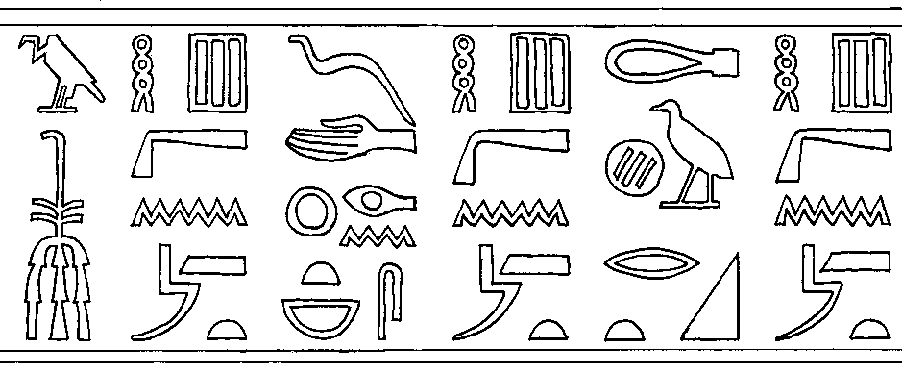
Siegelabdruck mit dem Namen und Titel von Nimaathapi; Fundort: Abydos

Der Name „Ni-maat-Hapi“ ist an den Gott Apis angelehnt.
Nimaathapi gilt als die Mutter von König Djoser, dem ersten Herrscher der 3. Dynastie. Dies wird belegt durch Steingefäße und Tonsiegel, auf denen der Titel Mw.t-nswt („Mutter des Königs“) erscheint. Auf einem der Siegel erscheint gar der Titel Mw.t-msw-nswt („Mutter der Königskinder“), was Nimaathapis besondere Stellung als Mutter zweier erbberechtigter Thronnachfolger und als Königsgemahlin verdeutlicht. Ihre Machtposition wird hervorgehoben durch den Titel Ḏd(.t)-ẖt-nb(.t)-jr(.t = tw)-n=s („Die irgendwas sagt, das (man) (dann sofort) für sie ausführen wird“). Diesen Machttitel trugen nur noch drei weitere Königinnen des Alten Reiches: Hetepheres I., Inetkaes II. und Meritites I.

## Belege
Nimaathapis Name erscheint auf Tonsiegeln aus Abydos im Grab des Chasechemui sowie in den Mastabas K1 und K2 in Beit Khallaf.
Aus Heliopolis stammt ein Relieffragment, auf denen sie gemeinsam mit ihrer Tochter Inetkaes und der Königsgemahlin Hetephernebti zu Füßen von König Djoser abgebildet ist. Anlass war die Begehung des Sed-Festes. Die Porträtierung von Nimaathapi mag darauf hinweisen, dass sie zu diesem Zeitpunkt noch lebte. Unterstützt wird diese Annahme durch ihre Siegel aus dem Grab ihres Gemahls, was wiederum andeutet, dass Djoser und Nimaathapi das Begräbnis von Chasechemui zusammen ausrichteten. Im Grabbezirk des Djoser in Sakkara erscheint Nimaathapi nicht, ihr Name wurde durch die Darstellung des Friedhofgottes Anubis ersetzt.
In der Grabinschrift des hohen Beamten Metjen (Ende der 3. Dynastie oder Beginn der 4. Dynastie) findet sich die Erwähnung eines ḫw.t k3 n.j(.t) mw.t nswt („Ka-Haus der Königsmutter“), was einen langen Totenkult um Nimaathapi belegt und erneut ihre besondere Stellung zu Lebzeiten unterstreicht.